# سفیدک سطحی یونجه
سفیدک سطحی یونجه (نام علمی: Leveillula taurica) نام یک گونه از راسته سفیدک سطحی است.